# カワサキ・ヴェルシス
ヴェルシス（Versys）は、カワサキモータースが製造しているツアラータイプのオートバイである。排気量別に製造されている。

## Versys 650
シリーズ最初の車種となる650ccの Versys は2007年に日本国外仕様車として発表された。エンジンはER-6と共通だが低中速域を重視して最大出力は60psとなっており、車体構成もアップハンハンドルを装備し全体的に腰高となっただけでなく、後輪のスイングアーム形状を変更し、フロントサスペンションは倒立となっている。またライトもER-6と異なる形の縦目2灯となり前面風防も装備されている。
なお全体的な車体デザインはマルチパーパスに近いが、この車両は舗装道路での走行を基本としたスポーツタイプの車両と位置づけられている。
2010年と2014年のモデルチェンジでは、共に車体とヘッドライトの形状が変更されている。なお2015年モデルより Versys 650 として正式に排気量が記されるようになった。

## Versys 1000
Versys 1000 は2011年に発表された。なお、このモデルはZ1000やニンジャ1000をベースとして開発されたことから、マルチパーパスタイプの車体としては異例の直列4気筒エンジンを搭載している。

## VERSYS-X 250/300
2017年3月15日より日本向け仕様としてVERSYS-X 250 ABS TOURER（ヴェルシス-エックス 250 エービーエス ツアラー）が発売され、通常モデルのVERSYS-X 250 ABSも同年4月15日に発売された。
車体はオリジナルのダイヤモンフレームにアドベンチャータイプの外装を施したスタイルとし、エンジンはニンジャ250と同型のものを搭載しているが平成28年環境規制に適合させつつ出力を若干アップさせている。なお TOURER 仕様はセンタースタンド・ナックルガードとエンジンガード・パニアケースなども装備されている。
車輪はスポークタイプのホイールを装着し、ある程度のダート走行にも対応させているが、本格的なオフロードについてはメーカーから走行を想定していないことが公表されている。
なお日本向け仕様はABSが標準装備となっているが、2017年8月1日より車名から ABS の表記が省略された。

### VERSYS-X 300
VERSYS-X 300は、250との共通車体にニンジャ300同様の296ccのエンジンを搭載したモデルで、日本向け仕様は発表されていない。